# Pontebba
Pontebba, németül: Pontafel,  friuli (furlán) nyelven Pontêbe vagy Ponteibe, szlovénül: Pontabelj/Tablja, település Olaszországban, Friuli-Venezia Giulia régióban, Udine megyében. Lakosainak száma 1284 fő (2023. január 1.). Pontebba Dogna, Malborghetto-Valbruna, Moggio Udinese és Hermagor-Pressegger See községekkel határos.

## Népesség
A település népességének változása:
| Lakosok száma | 1412 | 1397 | 1284 |
|               | 2017 | 2018 | 2023 |